# Orusts pastorat
Orusts pastorat är ett pastorat som omfattar Orusts kommun i Västra Götalands län.
Orusts pastorat, som ingår i Uddevalla och Stenungsunds kontrakt, bildades den 1 januari 2010 genom att Morlanda församling, som var eget pastorat, gick samman med Myckleby och Tegneby pastorat. Pastorsexpeditionen ligger i Tegneby.
Pastoratskod är 080609.

## Församlingar
- Långelanda församling
- Morlanda församling
- Myckleby församling
- Röra församling
- Stala församling
- Tegneby församling
- Torps församling

## Kyrkoherdelängd - Series pastorum
- 2010-2013 Ingemar Ekström
- 2013-2021 Håkan Helleberg
- 2022- Åke Wiklund